# We Stitch These Wounds
We Stitch These Wounds je debutové studiové album americké post-hardcorové skupiny Black Veil Brides. Album vyšlo v roce 2010.

## Seznam skladeb
Autorem všech skladeb je Andy "Six" Biersack a Jake Pitts.
| Pořadí         | Název                       | Délka |
| -------------- | --------------------------- | ----- |
| 1.             | The Outcasts (Call to Arms) | 0:31  |
| 2.             | We Stitch These Wounds      | 3:59  |
| 3.             | Beautiful Remains           | 4:13  |
| 4.             | Children Surrender          | 3:11  |
| 5.             | Perfect Weapon              | 4:07  |
| 6.             | Knives and Pens             | 4:15  |
| 7.             | The Mortician's Daughter    | 4:11  |
| 8.             | All Your Hate               | 3:10  |
| 9.             | Heaven's Calling            | 3:19  |
| 10.            | Never Give In               | 3:09  |
| 11.            | Sweet Blasphemy             | 3:56  |
| 12.            | Carolyn                     | 4:37  |
| Celková délka: | Celková délka:              | 42:38 |

| Hot Topic bonusová skladba | Hot Topic bonusová skladba        | Hot Topic bonusová skladba |
| Pořadí                     | Název                             | Délka                      |
| -------------------------- | --------------------------------- | -------------------------- |
| 13.                        | Knives and Pens (akustická verze) | 4:51                       |
| Celková délka:             | Celková délka:                    | 47:29                      |

## Sestava
- Andy Biersack – zpěv
- Jake Pitts – sólová kytara
- Jinxx – rytmická kytara, doprovodný zpěv
- Ashley Purdy – basová kytara, doprovodný zpěv
- Sandra Alvarenga – bicí